# Gravidez ovariana
Gravidez ovariana refere-se a uma gravidez ectópica localizada no ovário. Normalmente, o óvulo não é liberado ou captado na ovulação, mas é fecundado dentro do ovário, onde a gravidez se implanta. Tal gravidez geralmente não ultrapassa as primeiras quatro semanas. Uma gravidez ovariana não tratada causa sangramento intra-abdominal potencialmente fatal e pode se tornar uma emergência médica.

## Causa e patologia
A causa da gravidez ovariana é desconhecida, especialmente porque os fatores causais usuais – doença inflamatória pélvica e cirurgia pélvica – implicados na gravidez ectópica tubária parecem não estar envolvidos. Parece haver uma ligação com o dispositivo intrauterino (DIU), porém, não se pode concluir que seja causal, já que o DIU pode prevenir outras, mas não as gestações ovarianas. Alguns sugerem que pacientes submetidas à FIV estão em maior risco de gravidez ovariana.
A gravidez ovariana geralmente é entendida como iniciada quando um óvulo maduro não é expelido ou captado do seu folículo e um espermatozoide entra no folículo e fecunda o óvulo, originando uma gravidez intrafolicular. Também já se debateu que um óvulo fecundado fora do ovário poderia se implantar na superfície ovariana, talvez auxiliado por uma reação decídua ou por endometriose. Gravidezes ovarianas raramente ultrapassam 4 semanas; no entanto, existe a possibilidade de que o trofoblasto encontre suporte adicional fora do ovário, podendo afetar a tuba uterina e outros órgãos. Em ocasiões muito raras, a gravidez pode encontrar sustentação suficiente fora do ovário para continuar como uma gravidez abdominal, havendo relatos ocasionais de parto.

## Diagnóstico
O diagnóstico é feito em gestantes assintomáticas por meio da ultrassonografia obstétrica. No exame pélvico pode ser encontrado um tumor anexial unilateral. Os sintomas típicos são dor abdominal e, em menor grau, sangramento vaginal durante a gravidez. Pacientes podem apresentar hipovolemia ou choque circulatório devido a sangramento interno.
Idealmente, a ultrassonografia mostrará a localização do saco gestacional no ovário, enquanto a cavidade uterina permanece "vazia"; se houver sangramento interno, este pode ser identificado. Pela proximidade da tuba, a distinção ultrassonográfica entre gravidez tubária e ovariana pode ser difícil. Os níveis séricos de hCG geralmente não apresentam a elevação progressiva normal.

Em uma série de 12 pacientes, a idade gestacional média foi de 45 dias.
Histologicamente, o diagnóstico foi feito pelos critérios de Spiegelberg no material cirúrgico do ovário e tuba removidos. Contudo, geralmente não se remove ovário e tuba, já que a ultrassonografia permite diagnóstico precoce e busca-se preservar o ovário. Antes da introdução dos critérios de Spiegelberg em 1878, a existência da gravidez ovariana era duvidosa; os critérios ajudaram a diferenciá-la de outras gestações ectópicas:
- O saco gestacional está localizado na região do ovário.
- O saco gestacional está ligado ao útero pelo ligamento ovariano.
- Tecido ovariano é comprovado histologicamente na parede do saco gestacional.
- A trompa de Falópio do lado afetado está íntegra (este critério, porém, não se mantém em gestações ovarianas mais longas[3]).

A gravidez ovariana pode ser confundida com gravidez tubária, cisto ovariano hemorrágico ou corpo lúteo antes da cirurgia. Às vezes, apenas a presença de tecido trofoblástico no exame histológico de material de um cisto ovariano hemorrágico mostra que a causa do sangramento foi uma gravidez ovariana.

## Tratamento
As gravidezes ovarianas são perigosas e propensas a sangramento interno. Por isso, quando suspeitadas, requerem intervenção. Tradicionalmente, realizava-se uma laparotomia exploratória, e uma vez identificada a gravidez ovariana, fazia-se ooforectomia ou salpingo-ooforectomia, incluindo a remoção da gravidez. Hoje, a cirurgia pode ser realizada por laparoscopia. A extensão da cirurgia varia conforme a destruição tecidual. Pacientes com gravidez ovariana têm bom prognóstico para fertilidade futura, por isso recomenda-se tratamento cirúrgico conservador. Em tentativas de preservar tecido ovariano, a cirurgia pode incluir apenas a remoção da gravidez com parte do ovário. Isso pode ser feito por ressecção em cunha.
Gravidezes ovarianas também foram tratadas com sucesso com metotrexato desde sua introdução no manejo da gravidez ectópica em 1988.
Uma gravidez ovariana pode se desenvolver junto com uma gravidez intrauterina normal; tal gravidez heterotópica requer manejo especializado para não comprometer a gestação intrauterina.

## Epidemiologia
As gravidezes ovarianas são raras: a grande maioria das gravidezes ectópicas ocorre na trompa de Falópio; apenas cerca de 0,15–3% das ectópicas ocorrem no ovário. A incidência é relatada entre 1:3.000 e 1:7.000 partos.

## História
Em 1614, Mercier (também referido como Mercerus) descreveu pela primeira vez a gravidez ovariana, como condição distinta da tubária. Com o avanço da fisiologia, Boehmer classificou as gravidezes extrauterinas em três tipos: abdominal, ovariana e tubária. Muitos duvidavam de sua existência, como Mayer, que escreveu um ensaio não apenas negando a gravidez ovariana, mas alegando que os casos relatados eram outras condições. Depois, Cohnstein propôs quatro critérios necessários para confirmar a gravidez ovariana. Esses critérios foram substituídos pelos critérios de Spiegelberg em 1878, usados até o século XX com ajustes.
Até 1845, cerca de 80 casos de gravidez ovariana foram relatados. Com a negação de Mayer, médicos passaram a descrever e analisar os casos com mais rigor. Muitos falhavam em fornecer evidência microscópica ou comprovar as alterações histológicas, descumprindo os critérios. Em 1899, Catharine van Tussenbroek comprovou definitivamente a existência da gravidez ovariana, ao descrever clinicamente e histologicamente um caso. Embora contestados, seus resultados foram confirmados três anos depois em um caso relatado por Thompson.